# ザ・サン

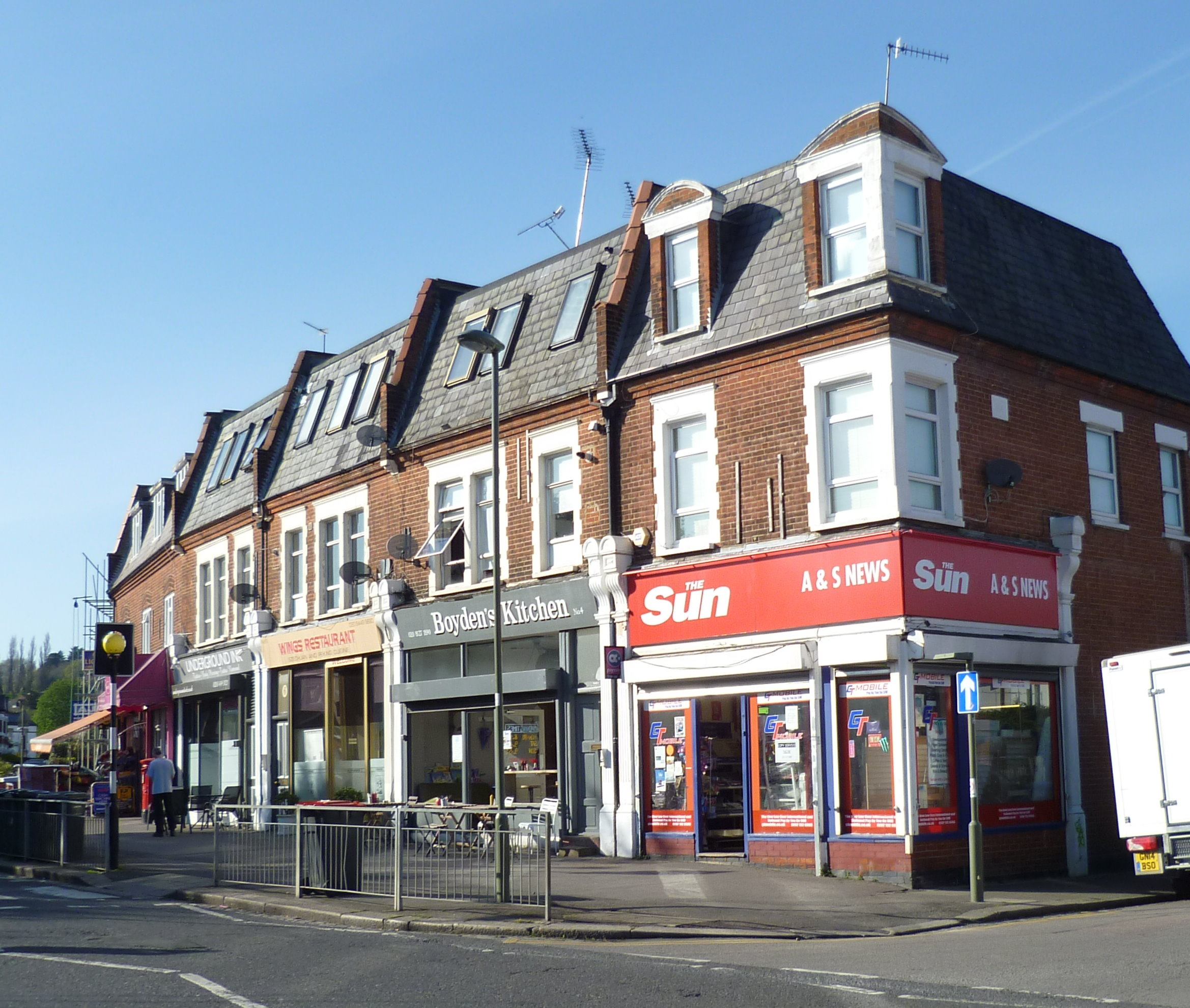
販売店

『ザ・サン』（The Sun）は、イギリスの日刊タブロイド紙。ルパート・マードックが率いるニューズ・コープ傘下のNews Group Newspapers of News Internationalによって発行されている。世界でもっとも発行部数が多い英語日刊紙であり、2020年2月の発行部数は約120万部。社としては保守党を支持していることが多い。日曜版にあたるのは『ニュース・オブ・ザ・ワールド』であり、『サンデー・サン』（the Sunday Sun）はサンとは関係がない。

## 歴史
1982年にフォークランド戦争が勃発すると、武力解決を選択したマーガレット・サッチャーを支持し愛国主義的な報道をおこなった。アルゼンチン海軍の巡洋艦ヘネラル・ベルグラノの撃沈を報じた1982年5月4日の一面記事では「GOTCHA」（“got it”の訛り。「やりぃ」程度の意味）という大見出しをつけた。この攻撃では300人以上の乗員が死亡した。編集部は被害の大きさを知り後の版では見出しを変更したが、あまりに不謹慎であると批判の対象となった。
1989年4月15日にヒルズボロ・スタジアムで発生し96人が死亡した群集事故のヒルズボロの悲劇の記事では、「THE TRUTH」という大見出しと共に、「犠牲者のポケットから物を盗んだファンがいた」、「勇敢な警官に放尿するファンがいた」、「人工呼吸していた巡査を襲撃した」との小見出しを載せた。事故の様子はカメラが捉えており、証拠はいっさい存在しなかった。リヴァプールFCのサポーターは激怒し、サンの不買運動をおこなったためリヴァプールにおける売り上げは激減した。サンは2004年7月になってようやく謝罪記事を掲載し、2011年にもジェームズ・マードックが謝罪した。しかし、サポーターの怒りは収まらず今日でも不買運動は続いている。リヴァプールではサンを購入できないキオスクが多く、売り上げも少ない。
ジョージ・オブ・ウェールズが産まれた翌日の題字を息子を意味する「The Son」に変更している。
2017年5月4日、エリザベス女王の夫であるエディンバラ公フィリップが死亡したとする誤った記事を公開した。
2019年6月、ドナルド・トランプ大統領が訪英する際のインタビューにおいて、メーガン妃を罵倒したと報道したが、大統領からはフェイクニュースだとして片付けられている。

### 英語版ウィキペディアにおける出典への使用禁止
2019年、英語版ウィキペディアの編集者は、「サンは信頼性が低いという見解で一致している」ため、非推奨の情報源に指定した。